# Panicum ramosius
Panicum ramosius är en gräsart som beskrevs av Albert Spear Hitchcock. Panicum ramosius ingår i släktet vipphirser, och familjen gräs. Inga underarter finns listade i Catalogue of Life.